# Duxbury (Massachusetts)
Duxbury és una població dels Estats Units a l'estat de Massachusetts. Segons el cens del 2000 tenia 14.248 habitants.

## Demografia
Segons el cens del 2000, Duxbury tenia 14.248 habitants, 4.946 habitatges, i 3.941 famílies. La densitat de població era de 231,6 habitants/km².
Dels 4.946 habitatges en un 41,6% hi vivien nens de menys de 18 anys, en un 70,8% hi vivien parelles casades, en un 6,7% dones solteres, i en un 20,3% no eren unitats familiars. En el 17,7% dels habitatges hi vivien persones soles el 10,1% de les quals corresponia a persones de 65 anys o més que vivien soles. El nombre mitjà de persones vivint en cada habitatge era de 2,85 i el nombre mitjà de persones que vivien en cada família era de 3,26.
Per edats la població es repartia de la següent manera: un 29,6% tenia menys de 18 anys, un 4,6% entre 18 i 24, un 24,1% entre 25 i 44, un 29,8% de 45 a 60 i un 12% 65 anys o més.
L'edat mediana era de 40 anys. Per cada 100 dones de 18 o més anys hi havia 87,1 homes.
La renda mediana per habitatge era de 97.124 $ i la renda mediana per família de 106.245$. Els homes tenien una renda mediana de 77.228 $ mentre que les dones 41.730$. La renda per capita de la població era de 40.242$. Entorn de l'1,2% de les famílies i el 2,3% de la població estaven per davall del llindar de pobresa.